# Krupnik (napój alkoholowy)

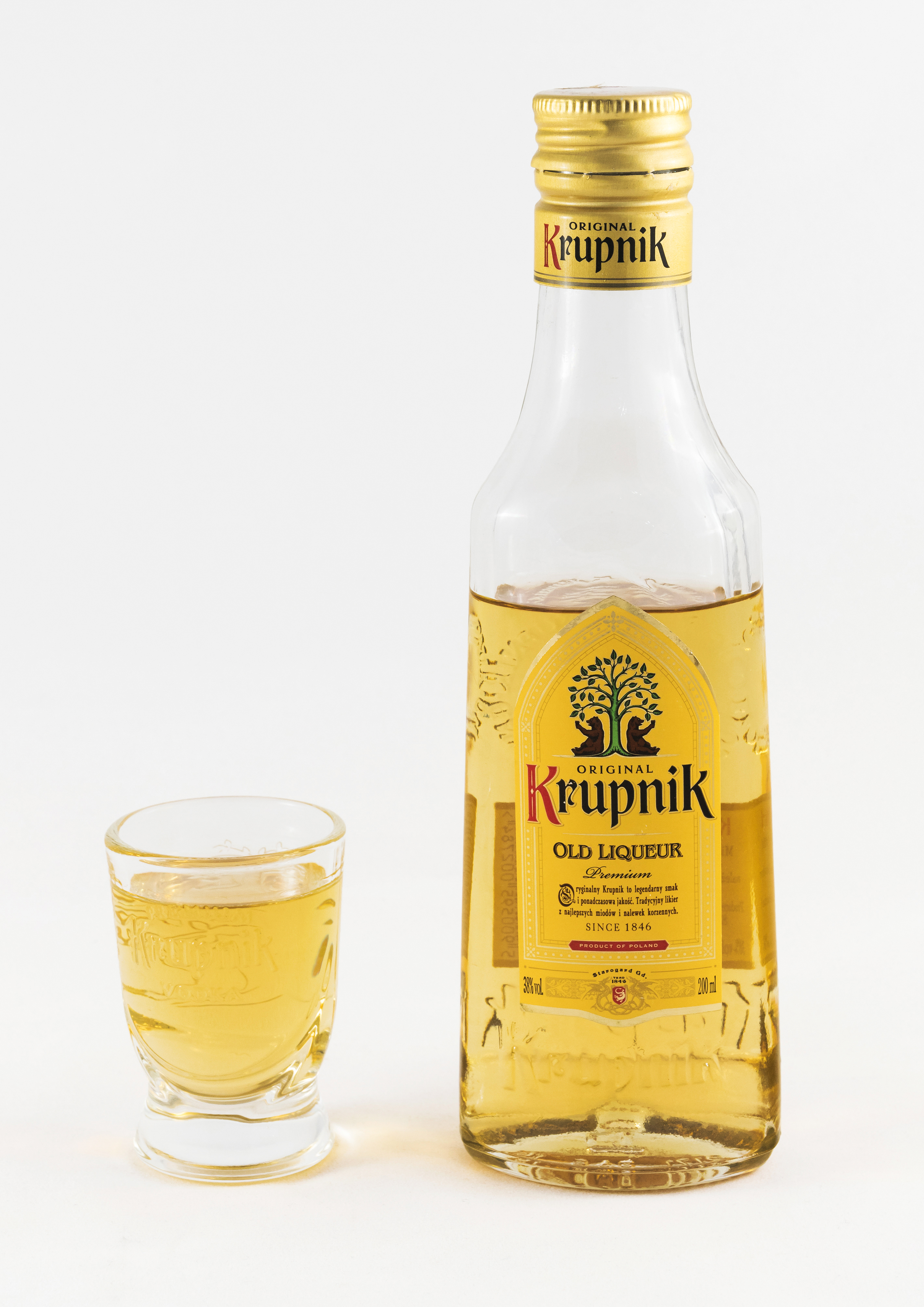
Likier miodowy Krupnik

Krupnik – słodka nalewka o miodowo-korzennym smaku, sporządzany na bazie staropolskiej receptury z XVII wieku.
Tradycyjny krupnik powstaje z miodu pszczelego, przypraw korzennych oraz naturalnych aromatycznych składników ziołowych.
W Polsce powojennej produkowany przez państwowe przedsiębiorstwa Polmos. Aktualnie właścicielem marki Krupnik jest Sobieski Sp. z o.o. Wartość energetyczna 100 gramów tego napoju wynosi 309 kcal.

## Wódka Krupnik
Od 2010 r. dostępna jest również czysta wódka pod nazwą Krupnik, wytwarzana także przez grupę kapitałową Sobieski. Przez pierwsze 6 miesięcy od swojego debiutu wódka Krupnik zanotowała rekordową sprzedaż w wysokości 935 tys. litrów i osiągnęła 5,5 proc. udział w całym rynku wódki i trzecie miejsce w segmencie alkoholi ze średniej półki.